# Nitrox
Nitrox é uma mistura gasosa com uma porcentagem de oxigênio maior do que o Ar, por este motivo também é conhecida como Ar Enriquecido, suas principais aplicações são para recompressão terapêutica e para o mergulho.  
A mistura é composta por Nitrogênio e Oxigênio, como o ar atmosférico. Em geral, o Nitrox apresenta um porcentual de Oxigênio maior que 21%, em virtude da redução do Nitrogênio, quando comparado com o ar atmosférico, e é comumente conhecido como Nitrox.
Assim como o ar atmosférico ainda existe a presença de quantidades desprezíveis de Argônio, Dióxido de Carbono e outros gases, o principal uso do Nitrox é para o mergulho, sendo que a sua utilização se iniciou com mergulhadores militares, passando a ser usado no mergulho técnico se expandido finalmente para o mergulho recreacional na década de 90.

## Usos do Nitrox
Apesar de ter seu principal uso no mergulho autônomo o NITROX pode ser usado também para tratamento de recompressão terapêutica.

### Uso no mergulho
Um mergulhador se expõe a pressões maiores que as encontradas na superfície, enquanto nosso corpo metaboliza o oxigênio ele simplesmente acumula o nitrogênio respirado. Durante o mergulho essa quantidade de nitrogênio fica dissolvido nos tecidos do corpo. Quando o mergulhador retorna a pressão da superfície a quantidade de nitrogênio dissolvido tende a formar bolas de gás, causando a doença descompressiva.
Como o nitrox tem uma porcentagem maior de oxigênio, conseguido através da redução da quantidade de nitrogênio no gás respirado, o mergulhador tem um menor acúmulo de nitrogênio nos seus tecidos, o que reduz o risco do desenvolvimento de uma doença descompressiva.
Para que um mergulhador possa utilizar Nitrox em seus mergulhos ele deve possuir o treinamento para o uso de nitrox.

#### Vantagens do Nitrox no Mergulho Recreacional[1]
Entre as vantagens do uso do Nitrox para o mergulho recreacional podemos citar:
- Redução do risco de doença descompressiva;
- Menor tempo de intervalo de superfície entre mergulhos;
- Possibilidade de se realizar mais mergulhos em um mesmo dia;
- Redução da saturação de nitrogênio nos tecidos do mergulhador;

### Uso para recompressão terapêutica
Nitrox 50, uma mistura com 50% de oxigênio é utilizada numa das fases iniciais do tratamento de recompressão terapêutica utilizando a tabela COMEX CX 30, sendo que essa mistura é utilizada para a respiração do paciente a profundidade emulada de 30 e 24 metros, sendo que após a subida simulada para os 18 metros é trocado o gás de respiração para oxigênio.

## Treinamento para o uso de Nitrox no Mergulho

### Mergulho Recreacional
O treinamento de mergulhadores recreacionais para a utilização de Nitrox é regulamentada internacionalmente pela Regra ISO 11107, sendo que no Brasil essa regra é a ABNT ISO 11107:2012 Sendo que diversas certificadoras de mergulho tem seus programas que cumprem tais regras.
As mesmas regras servem para mergulhadores usando misturas com até 40% de Oxigênio. Também conhecido como Nitrox Básico, ou Nitrox Recreacional. Algumas certificadoras de mergulho oferecem treinamentos avançados de mergulho com Nitrox, porém comumente esses cursos inciam o uso dos procedimentos de descompressão, o que vai além da definição de mergulho recreacional.

#### Cursos de nitrox básico oferecidos pelas Certificadoras
Seguindo padrão mundialmente as certificadoras  de mergulho oferecem o curso de mergulhador com NITROX:
- ENRICHED AIR DIVER (PADI);
- NITROX DIVER (NAUI);
- ENRICHED AIR NITROX DIVER(IANTED)
- NITROX(SSI)

### Mergulho Técnico
O Nitrox pode ser usado como gás de fundo, gás que se respira na porção mais funda do mergulho, mas é mais comumente utilizado como mistura para acelerar a descompressão de mergulhadores técnicos durante a subida. 
Como o Nitrox contém mais oxigênio ele ajuda a reduzir a saturação de nitrogênio nos tecidos do mergulhador no processo de subida, reduzindo os riscos de doença descompressiva.

## Métodos de produção de Nitrox[5]
Existem diversos métodos para a produção de Nitrox como os citados abaixo:
- Mistura por pressão parcial: A produção por este método inclui a inserção de oxigênio puro em um cilindro até uma determinada pressão, depois injeta-se ar comum de um compressor, o oxigênio vai se misturar ao ar normal diluindo o nitrogênio deste fazendo a mistura ganhar em porcentagem de oxigênio.
- Transferência de mistura: O revendedor adquire cilindros de grande volume de uma mistura pré preparada, normalmente 32% e 36% e o transfere diretamente para os cilindros utilizados pelos mergulhadores. Também pode-se usar esse método para gerar uma mistura mais pobre, com menor porcentagem de oxigênio, a partir de um cilindro contendo ar.
- Mistura por pressão continua: Em um compressor apropriado injeta-se oxigênio puro para que ele se misture ao ar sendo comprimido, ajustando-se o volume de oxigênio a ser injetado no ar teremos uma mistura mais rica em oxigênio.
- Mistura por peso molecular: Oxigênio e ar, ou nitrogênio são inseridos em um cilindro pesado por uma balança de precisão, quando a massa desejada e atingida pra ambos os gases a mistura está pronta, muito similar a mistura por pressão parcial, mas menos sensível a alterações de temperatura.
- Mistura por membrana: Utilizando uma membrana permeável à nitrogênio remove-se moléculas de nitrogênio do ar em baixa pressão, quando a mistura desejada é atingida comprime-se o gás resultante e injeta-se no cilindro de mergulho.

Os usos mais comuns para o Nitrox, o qual contém níveis mais elevados de oxigênio que o normal (i.e. ar atmosférico), são:
(I) Aumento do tempo de fundo - ou seja, uma vez que há menor quantidade de Nitrogênio que prolonga o tempo de mergulho subaquático, e / ou reduzir o risco de doença descompressiva (DD), também conhecida, em inglês, como Bends.